# Mantophryne axanthogaster
Mantophryne axanthogaster é uma espécie de anfíbio anuro da família Microhylidae. Está presente na Papua Nova Guiné. A UICN classificou-a como em perigo crítico.